# سچلتر (میسیسیپی)
سچلتر (به انگلیسی: Schlater) شهرکی در ایالت میسیسیپی کشور ایالات متحده آمریکا است که جمعیت آن در سرشماری سال ۲۰۱۰ میلادی، ۳۱۰
نفر بوده‌است.